# Burg Berkheim
Die Burg Berkheim, auch Heidenbühl oder Haldenbühl genannt, ist eine abgegangene Höhenburg westlich von Berkheim im Landkreis Biberach in Baden-Württemberg.

## Lage
Die ehemalige Burg befand sich auf rund 605 m ü. NHN auf dem „Heidenbühl“ (Haldenbühl) und 5,5 Kilometer südlich von Erolzheim. Sie liegt oberhalb dem Tal der Iller. Ab dem dritten Jahrhundert n. Chr. war die Iller Bestandteil des Donau-Iller-Rhein-Limes, eines großräumig konzipierten Verteidigungssystems des Römischen Reiches, das nach der Aufgabe des Obergermanisch-Raetischen Limes angelegt wurde.

## Geschichte
Die im 12. Jahrhundert vermutlich von den Herren von Berkheim erbaute Burg wurde um 1128 erwähnt und war später im Besitz des Klosters Rot und des Klosters Ochsenhausen. Von der ehemaligen Burganlage ist nichts erhalten.